# توجيه الحد من المواد الخطرة
توجيه الحد من المواد الخطرة (اختصاراً RoHS) هو توجيه صادر عن الاتحاد الأوروبي رقمه 2002/95/EC ويتعلق بالحد من استخدام ست مواد خطرة في تصنيع العديد من أنواع الأجهزة الإلكترونية والأدوات الكهربائية؛ وهو بذلك وثيق الصلة بتوجيه النفايات الكهربائية والأجهزة الإلكترونية (WEEE).
اعتمد توجيه الحد من المواد الخطرة ساري المفعول في دول الاتحاد الأوروبي في فبراير/شباط سنة 2003؛ وأصبح ساري المفعول منذ الأول من يوليو/تموز سنة 2006.
كان التوجيه يحد بداية من استخدام ست مواد خطرة في الصناعات الإلكترونية، ثم أضاف إليها أربعة مواد (الأربعة الأخيرة في القائمة) في توجيه EU 2015/863 سنة 2015 ليصبح المجموع عشر مواد؛ وهي:
- الرصاص (Pb)
- الزئبق (Hg)
- الكادميوم (Cd)
- الكروم سداسي التكافؤ (6+Cr)
- ثنائي الفينيل متعدد البروم (PBB)
- إيثرات ثنائي الفينيل متعدد البروم (PBDE)
- مضاعف (2-إيثيل هكسيل الفثالات) (DEHP)
- فثالات بوتيل بنزيل (BBP)
- فثالات ثنائي البوتيل (DBP)
- فثالات ثنائي إيزوبوتيل (DIBP)

## اقرأ أيضاً
- توجيه النفايات الكهربائية والأجهزة الإلكترونية
- أجهزة قديمة